# Lispe inaequalis
Lispe inaequalis este o specie de muște din genul Lispe, familia Muscidae. A fost descrisă pentru prima dată de Malloch în anul 1922.
Este endemică în Thailand. Conform Catalogue of Life specia Lispe inaequalis nu are subspecii cunoscute.